# Camillo Piazza
Camillo Piazza (Monza, 21 agosto 1963) è un politico italiano.

## Biografia
Esponente del movimento ambientalista italiano fin dagli inizi degli anni ottanta, è stato tra i promotori di molti referendum ambientali, tra cui quelli contro il nucleare, sul divieto di caccia e sui controlli ambientali, è stato deputato della XV legislatura.
È stato tra i fondatori dei Verdi in Italia nel 1983, insieme a Alex Langer, Marco Boato, Marco Lion, Anna Donati, Giampaolo Silvestri e altri.  Nel 1985, presenta una delle prime "liste verdi" nel comune di residenza, Cologno Monzese, dove viene eletto e ricopre per diversi anni la carica di Assessore all'Ambiente - Politiche Giovanili e Decentramento.
Nel 1990 viene eletto nel Consiglio Regionale della Lombardia, ricoprendo la carica di Segretario dell'Ufficio di Presidenza e capogruppo dei Verdi.
Nel 2006 viene eletto alla Camera dei Deputati per la XV legislatura dove ricopre la carica di Segretario della commissione Ambiente - lavori Pubblici e Vice presidente della commissione bicamerale d'inchiesta sul ciclo dei rifiuti. Presentatore di diverse progetti di legge e relatore di parecchi provvedimenti legislativi nel campo dei rifiuti, bonifiche e sviluppo sostenibile.
Componente di diversi Consigli di Amministrazione di società pubbliche, tra cui, dal 1994 al 2007 del CAP holding Milano, azienda pubblica per l'approvvigionamento, distribuzione e depurazione dell'acqua nella Provincia di Milano; dal 2006 al 2010 è stato componente della società pubblica Quattro Erre – Amniu di Genova, prima azienda italiana dedicata esclusivamente alle raccolte differenziate; dal 2001 al 2005 è stato componente del direttivo del Parco Agricolo Sud Milano.
Nel 2009, insieme a numerosi ex esponenti e dirigenti dei Verdi, fonda Alleanza Ecologica per l'Italia e ricopre la carica di segretario nazionale. Nel 2010 aderisce ufficialmente al movimento di Alleanza per l'Italia, organizzazione fondato da Francesco Rutelli e Bruno Tabacci, divenendone membro del Consiglio Nazionale.
Dopo la scelta dell'on. Bruno Tabacci di aderire alle primarie del centrosinistra, Camillo Piazza e tutto il gruppo di Alleanza Ecologica abbandonano il partito di Alleanza per l'Italia e si occupa solamente delle attività di volontariato ambientali
Attivo anche nell'associazionismo, è presidente di CLASS Onlus. Class onlus si occupa di due argomenti principali: Mobilità elettrica, attraverso la gestione della prima rete di ricarica dei veicoli elettrici con il progetto Greenlandmobility e con l'organizzazione dei raduni annuali dei possessori di veicoli elettrici presso i centri commerciali di Iper La grande I e dell'utilizzo del CSS combustibile in sostituzione del carbone nelle cementerie e nelle centrali termiche. Per questo settore, Camillo Piazza, è presidente del consorzio Ecocarbon dal 2013.
In questi ultimi anni è stato promotore di molti eventi sulla mobilità elettrica: rEVolution ad Arese nel 2016 e Emob - conferenza nazionale della mobilità elettrica - al Castello sforzesco a Milano